# Giselakreuz (Sodenberg)

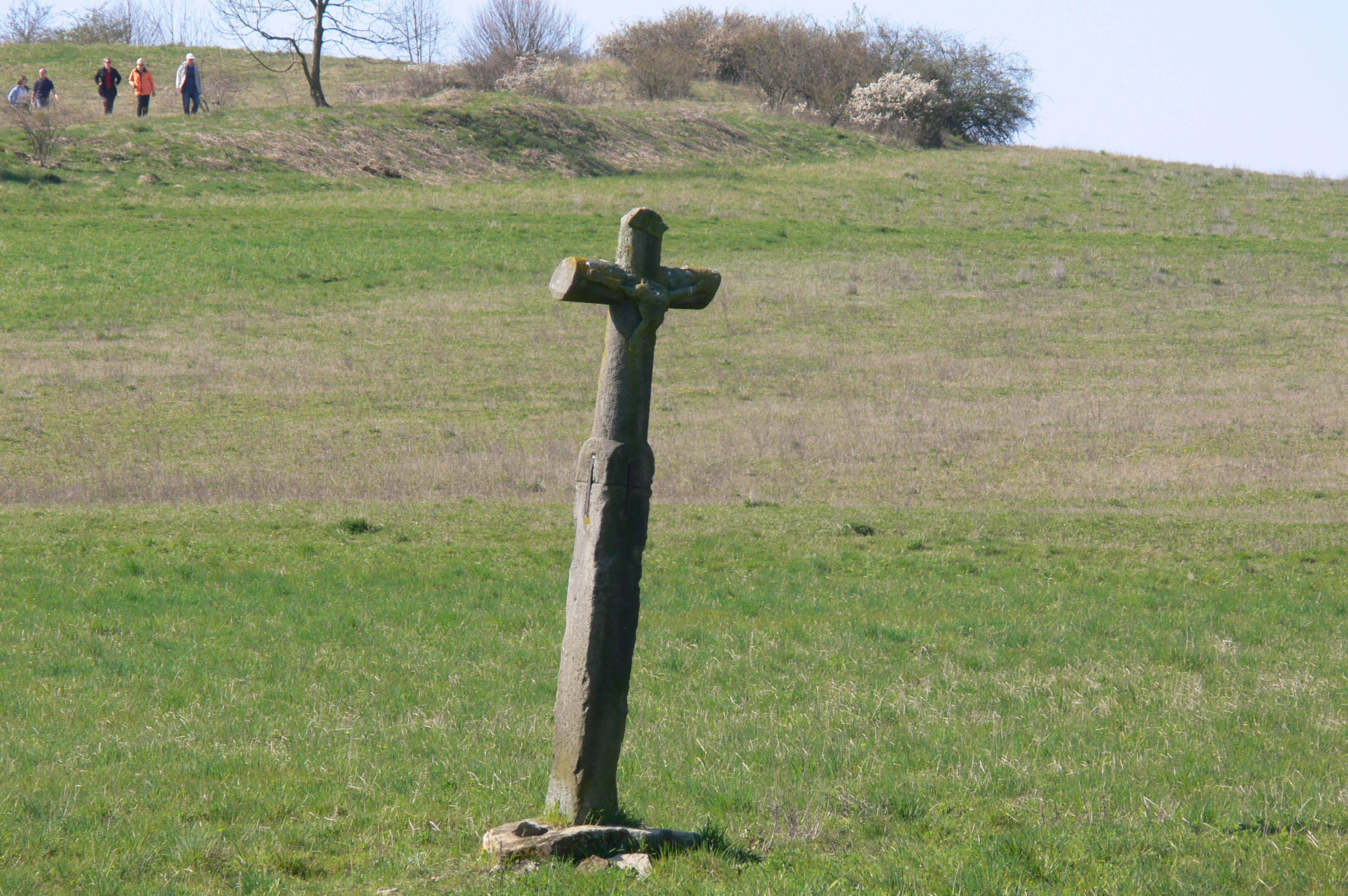
Das Giselakreuz.

Das Giselakreuz ist ein Flurkreuz und befindet sich in der Vorderen Flur auf dem Sodenberg, einer Erhebung in der unterfränkischen Kleinstadt Hammelburg im Landkreis Bad Kissingen. Es gehört zu den Hammelburger Baudenkmälern und ist unter der Nummer D-6-72-127-200 in der Bayerischen Denkmalliste registriert.

## Geschichte
Das schief stehende Giselakreuz trägt den Torso einer Christusfigur, die Jahreszahl 1299 und auf der Rückseite das Wappen der Herren von Thüngen.
Die Entstehung des Kreuzes geht einer Sage zufolge auf die unglückliche Liebe zwischen Gerhard von Rieneck und Gisela von Thüngen, deren Familien untereinander verfeindet waren, zurück. Gerhard von Rienecks Vater untersagte seinem Sohn jeden weiteren Kontakt mit Gisela von Thüngen und verweigerte seine Zustimmung zu einer Vermählung. Verbittert verbrachte Giselas Vater seine Tochter auf das Schloss Kilianstein auf dem Sodenberg. Gerhard von Rieneck fiel als Kreuzritter im Heiligen Land. Gerhards Tod veranlasste die verzweifelte Gisela, der Welt zu entsagen und zur Errichtung des Kreuzes; wenig später starb sie.
Im Jahr 1515 ließ Philipp von Thüngen das Kreuz erneuern.